# Misvær
Misvær is een plaats in de Noorse gemeente Bodø, provincie Nordland. Misvær telt 241 inwoners (2007) en heeft een oppervlakte van 0,45 km².